# Stazione di Emmenbrücke Kapf
La stazione di Emmenbrücke Kapf (fino a dicembre 2022, Rothenburg Dorf) è una fermata ferroviaria della linea Olten-Lucerna, a servizio del quartiere di Kapf di Emmen e del vicino comune di Rothenburg.

## Storia

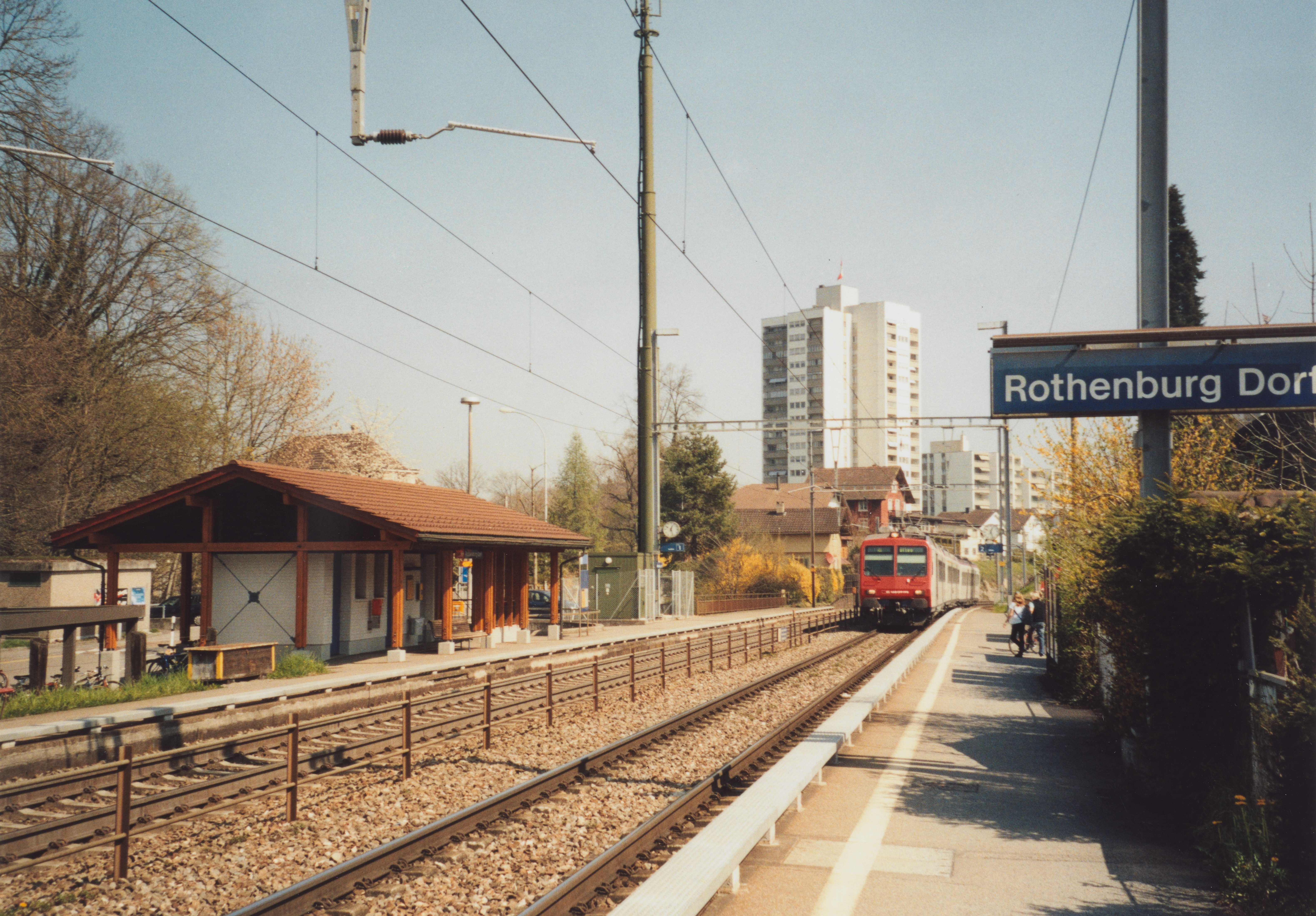
La fermata nel 2007

Fin dall'apertura, la fermata ebbe la denominazione di Rothenburg Dorf, pur essendo situata all'interno del territorio comunale di Emmen, in quanto posizionata anche a circa 500 m dal centro del comune di Rothenburg. Ai tempi, la decisione di battezzare la fermata con il nome del vicino comune fu appropriata in quanto la località di Kapf era prevalentemente rurale. A seguito della crescita dell'area residenziale, avvenuta a partire dagli anni Ottanta del XX secolo, la vecchia denominazione iniziò a essere fonte di confusione fra i viaggiatori.
Su richiesta del consiglio comunale di Emmen e partire dall'11 dicembre 2022, l'autorità dei trasporti di Lucerna (in tedesco Verkehrsverbund Luzern, VVL) decise di modificare il nome dell'impianto in Emmenbrücke Kapf.

## Strutture e impianti
È presente un piccolo fabbricato viaggiatori in legno e muratura, a un solo livello, con una tettoia a protezione dei viaggiatori.
Il piazzale è dotato dei due binari di corsa della linea ferroviaria. L'accesso da parte dell'utenza a entrambi è garantito da altrettanti marciapiedi, collegati tra loro da un sottopasso accessibile solo con scale. Sono presenti altri due accessi pedonali dalla Rothenburgstrasse, che sottopassa la fermata, adatti anche alle persone con disabilità motoria.

## Movimento
La stazione è servita esclusivamente dalla linea S1 (Baar-Lucerna-Sursee) della rete celere di Lucerna.

## Servizi
- Biglietteria automatica
- Sala d'attesa

## Interscambi
- Autobus extraurbani